# Санкт-Андре-Вердерн
Санкт-Андре-Вердерн (нім. Sankt Andrä-Wördern) — ярмаркова комуна  (нім. Marktgemeinde)  в Австрії, у федеральній землі Нижня Австрія. 
Входить до складу округу Тульн.  Населення становить 7014 чоловік (станом на 31 грудня 2005 року). Займає площу 39,37 км². 
Батьківщина Курта Вальдхайма.
У місті похований російський та український військовий діяч, генерал Греків Олександр Петрович (1875-1959)

## Політична ситуація
Бургомістр комуни — Альфред Штахельбергер (СДПА) за результатами виборів 2005 року.
Рада представників комуни (нім. Gemeinderat) складається з 29 місць.
- СДПА займає 15 місць.
- АНП займає 11 місць.
- Зелені займають 2 місця.
- АПС займає 1 місце.